# Crinodessus amyae
Crinodessus amyae är en skalbaggsart som beskrevs av K. B. Miller 1997. Crinodessus amyae ingår i släktet Crinodessus och familjen dykare. Inga underarter finns listade i Catalogue of Life.